# Kapitalneutralisierung
Die Kapitalneutralisierung ist ein durch die Konvergenzdiskussion (Dritter Weg) und die Alternativbewegung gebräuchlich gewordener ökonomisch-rechtlicher Fachbegriff.

## Neutralisierung des Kapitals nach Rudolf Steiner
Als Erster hat Rudolf Steiner, Begründer der Anthroposophie, Überlegungen zur „Neutralisierung des Kapitals“ angestellt.
Das durch den Einsatz individueller Fähigkeiten im Laufe der Zeit gebildete Eigentum an Produktionsmitteln, also das Kapital (im rechtlichen Sinne) soll den privaten Genusserwartungen seiner Eigentümer dadurch entzogen werden, indem es nach einer gewissen Zeit der Nutzung durch den Eigentümer, oder einen sonstigen traditionellen dispositiven Faktor, statt vererbt zu werden, in die Verwaltung eines Gliedes des geistigen Organismus übergeht, welches dieses wiederum an einen erneuten „Fähigen“ zum weiteren wirtschaftlichen Gebrauche als Arbeitsleiter [Steiner] überträgt.
Auch die Unternehmensleitung durch mehrere solcher „Fähiger“ soll möglich sein. Voraussetzung dazu sei aber ein neues Rechtssubjekt, welches dazu führe, dass das Kapital gewissermaßen „sich selbst gehört“. Dieses neue Rechtssubjekt steht in der Tradition der germanischen Allmende – und im Gegensatz zum Eigentumsbegriff des römischen Rechts. Dieses der rein privaten Verfügungsmacht entzogene Kapital stellt somit ein eigentumsrechtlich „neutralisiertes Kapital“ dar. Daher spricht man hier von „Kapitalneutralisierung“.

## Kapitalneutralisierung in der Humanen Wirtschaftsdemokratie Ota Šiks
Der tschechische Wirtschaftsreformer in der Regierung Alexander Dubček und Wirtschaftsprofessor Ota Šik entwickelte das Modell der Mitarbeitergesellschaft (MAG) auf der Grundlage seiner Analysen der sozialistischen Planwirtschaft und nach eigenen Betrachtungen der jugoslawischen Arbeiterselbstverwaltung. In der MAG sind die Verfügungsrechte über das Eigentum, wie sie in der Theorie der Verfügungsrechte beschrieben werden, differenziert geregelt.